# Una dolça revolució
Una dolça revolució (títol original en anglès, Charming the Hearts of Men) és una pel·lícula de drama romàntic històric estatunidenc del 2021 escrita i dirigida per S.E. DeRose i protagonitzada per Kelsey Grammer, Anna Friel i Sean Astin. S'inspira en fets reals durant el moviment dels drets civils el 1964. Ha estat doblada al català.

## Repartiment
- Anna Friel com a Grace Gordon
- Kelsey Grammer com a Congressman
- Starletta DuPois com a Mattie
- Pauline Dyer com a Jubilee
- Aml Ameen com a Walter
- Sean Astin com a George
- Hendrix Yancey com a Angelina
- Jill Marie Jones com a Viola
- Tina Ivlev com a Ruth
- Diane Ladd com a Alice Paul
- Courtney Gains com a Mr. Spratz
- Curtis Hamilton com a Andrew
- Henry G. Sanders com a Abel
- Justice Leak com a Dick
- Tom Schanley com a Bradford Lotts

## Recepció
La pel·lícula té una puntuació del 80% a Rotten Tomatoes, basada en 10 ressenyes.
Christian Gallichio de Film Threat va puntuar la pel·lícula amb un 5 sobre 10 i va escriure: "Malgrat el pedigrí i les actuacions, els sentiments polítics generals i el guió poc desenvolupat impedeixen a Charming the Hearts of Man presentar un retrat completament realitzat de la Llei de drets civils de 1964."